# (14719) Sobey
Pour les articles homonymes, voir Sobey.
(14719) Sobey est un astéroïde de la ceinture principale.

## Description
(14719) Sobey est un astéroïde de la ceinture principale. Il fut découvert le 4 février 2000 à Socorro (Nouveau-Mexique) par le projet LINEAR. Il présente une orbite caractérisée par un demi-grand axe de 2,24 UA, une excentricité de 0,11 et une inclinaison de 3,4° par rapport à l'écliptique.

## Compléments